# Bożena Lisowska
Bożena Grażyna Lisowska z domu Kalicka (ur. 14 kwietnia 1963 w Lublinie) – polska działaczka samorządowa i polityczna, przedsiębiorca, posłanka na Sejm X kadencji.

## Życiorys
W 1989 ukończyła studia na Akademii Rolniczej w Lublinie, uzyskując tytuł zawodowy inżyniera. Na początku lat 90. zajęła się prowadzeniem wraz z mężem działalności gospodarczej; utworzyli przedsiębiorstwo produkujące osłony i dekoracje okienne. W 2018 weszła w skład rady nadzorczej organizacji gospodarczej Pracodawcy Lubelszczyzny „Lewiatan”. Za zaangażowanie w inicjatywy związane z walką z zanieczyszczeniem powietrza otrzymała tytuł „Lublinianki Roku 2017”, nadawany przez „Kurier Lubelski”. Działaczka Fundacji Po Ludzku Do Zwierząt – Przyjazna Łapa.
Wstąpiła do Platformy Obywatelskiej. Z listy tej partii w wyborach samorządowych w 2010 została wybrana na radną Sejmiku Województwa Lubelskiego. Uzyskiwała mandat także w kolejnych wyborach (2014, 2018 i 2024). W sejmiku była m.in. przewodniczącą Komisji Polityki Społecznej i Równego Traktowania, a także członkinią Komisji Edukacji, Kultury i Sportu oraz Komisji Rozwoju Regionalnego i Współpracy Zagranicznej. Jako przedstawicielka strony samorządowej weszła w skład Rady Działalności Pożytku Publicznego. Zasiadała w prezydium Konwentu Wojewódzkich Rad Pożytku Publicznego. W 2019 została powołana do Rady Dialogu z Młodym Pokoleniem.
Bezskutecznie kandydowała w wyborach do Parlamentu Europejskiego w 2019 i 2024 oraz w wyborach do Sejmu w 2015, 2019 i 2023. 26 czerwca 2024 objęła mandat posłanki X kadencji, zastępując Martę Wcisło, która została wybrana do Europarlamentu. W Sejmie zasiadła w Komisji Rolnictwa i Rozwoju Wsi oraz Komisji Polityki Społecznej i Rodziny.

## Życie prywatne
Zamężna z przedsiębiorcą Zbigniewem Lisowskim.

## Wyniki wyborcze
| Wybory | Komitet wyborczy                            | Komitet wyborczy      | Organ                                      | Okręg           | Wynik          |
| ------ | ------------------------------------------- | --------------------- | ------------------------------------------ | --------------- | -------------- |
| 2010   |                                             | Platforma Obywatelska | Sejmik Województwa Lubelskiego IV kadencji | nr 1            | 3556 (3,35%)   |
| 2014   | Sejmik Województwa Lubelskiego V kadencji   | Platforma Obywatelska | 3167 (3,08%)                               | nr 1            |                |
| 2015   | Sejm VIII kadencji                          | Platforma Obywatelska | nr 6                                       | 1261 (0,26%)    |                |
| 2018   |                                             | Koalicja Obywatelska  | Sejmik Województwa Lubelskiego VI kadencji | nr 1            | 10 147 (7,16%) |
| 2019   |                                             | Koalicja Europejska   | Parlament Europejski IX kadencji           | nr 8            | 2506 (0,34%)   |
| 2019   |                                             | Koalicja Obywatelska  | Sejm IX kadencji                           | nr 6            | 2746 (0,49%)   |
| 2023   | Sejm X kadencji                             | Koalicja Obywatelska  | 6935 (1,07%)                               | nr 6            |                |
| 2024   | Sejmik Województwa Lubelskiego VII kadencji | Koalicja Obywatelska  | nr 1                                       | 25 544 (20,60%) |                |
| 2024   | Parlament Europejski X kadencji             | Koalicja Obywatelska  | nr 8                                       | 4169 (0,67%)    |                |